# Mezekouw

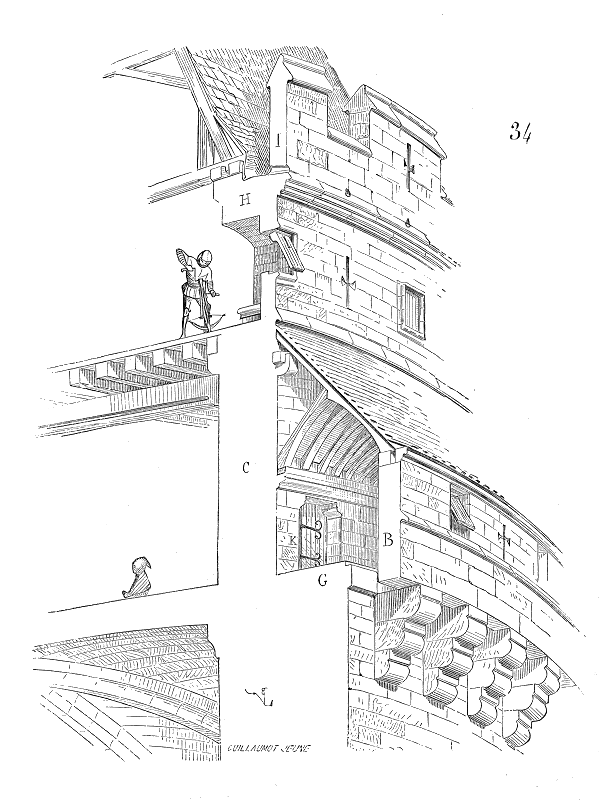
Mezekouwen tussen de kraagstenen van een torentrans

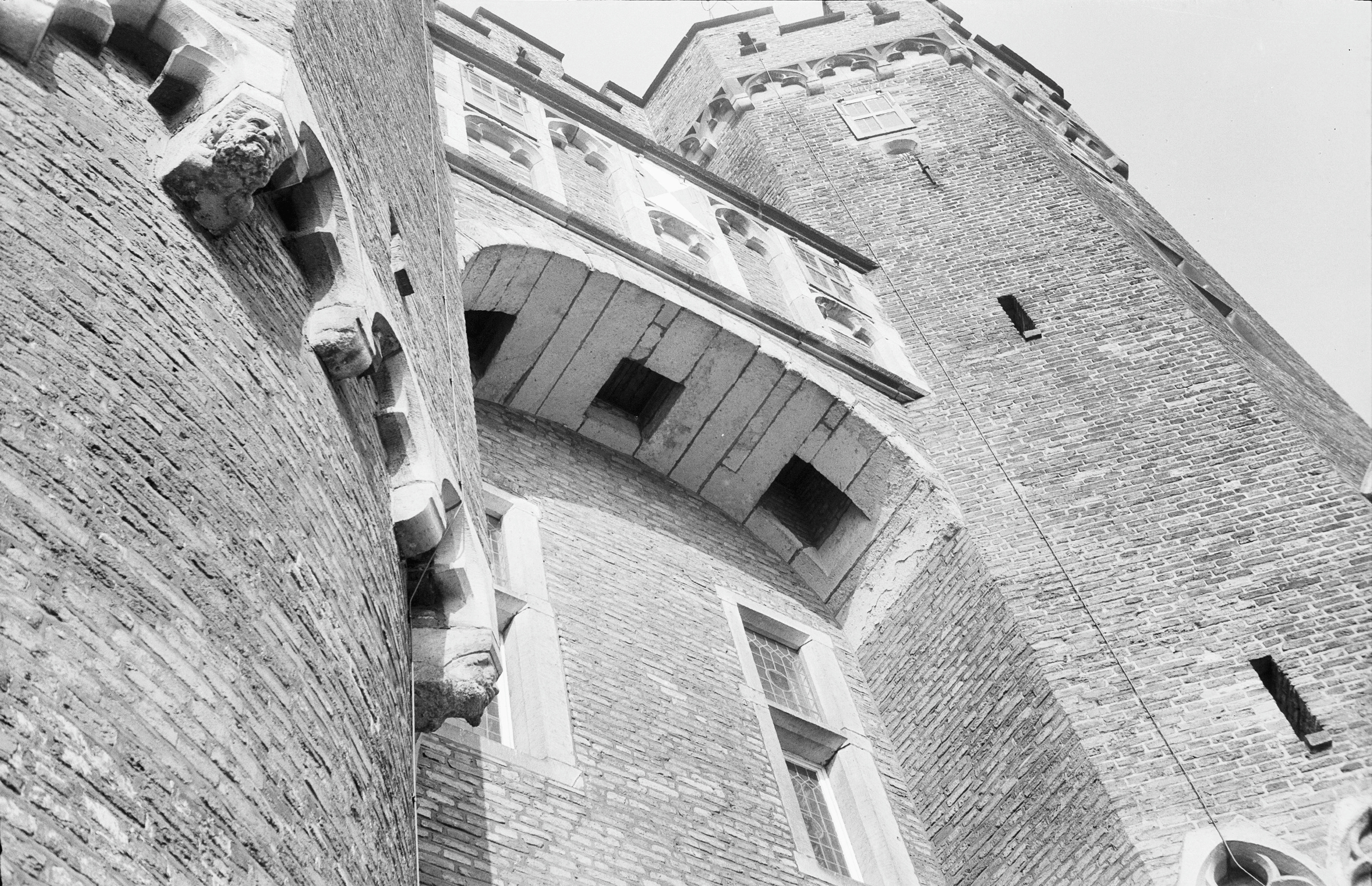
Mezekouwen aan de Sassenpoort te Zwolle

Een mezekouw, ook wel mezenkooi, machicoulis of messekouw, is een vierkant werpgat tussen de uit elkaar geplaatste kraagstenen van de stenen uitbouwen van torens en muren van een middeleeuws kasteel of stad. De werpgaten bevinden zich meestal bij de toegangspoort(en).

## Geschiedenis
De voorgangers van mezekouwen waren werpgaten in houten omlopen. Deze houten omlopen werden tijdens een belegering aangebracht rond torens en langs muren. Zo'n houten uitbouw met werpgaten heet een 'hordijs', pekneus of werpgang. Een hordijs was echter niet goed bestand tegen vuur.

## Etymologie
Het woord mezekouw stamt af van het oude Franse woord machicoller, afgeleid van het oude Provençaalse machacol, ontstaan uit het Latijnse maccare (verpletteren) en collum (nek).

## Doel
Een mezekouw was bedoeld om aanvallers te kunnen belagen die onder de uitbouw en dus vlak voor de poorten en muren stonden. Mezekouwen maakten het mogelijk om deze vijanden te bestoken met pijlen en met alles wat maar naar beneden kon worden gegooid zoals kokend water en stenen. Kokende olie en hete pek zullen niet vaak zijn gebruikt omdat olie en pek duur waren. 
In veel middeleeuwse vestingen werd een aantal mezekouwen gebruikt als toilet. Een simpele plank boven de mezekouw met een ovaal gat erin was al voldoende. In tijden van belegering verwijderde men dan de toiletombouw zodat de mezekouw weer beschikbaar was voor de verdediging. Na de middeleeuwen werden kasteelelementen zoals kantelen en mezekouwen gebruikt voor de versiering van gebouwen. De werpgaten bleven dan dicht.

## Nederland
In Nederland zijn nog op tien plaatsen mezekouwen te vinden: op het Muiderslot, in het kasteel Wijk bij Duurstede, Huis Magerhorst, de Binnenpoort in Culemborg, het kasteel van Mheer, de Sassenpoort te Zwolle, de Koppelpoort en de Kamperbinnenpoort in Amersfoort, de Helpoort in Maastricht, en in de Amsterdamse Poort te Haarlem.

## Galerij

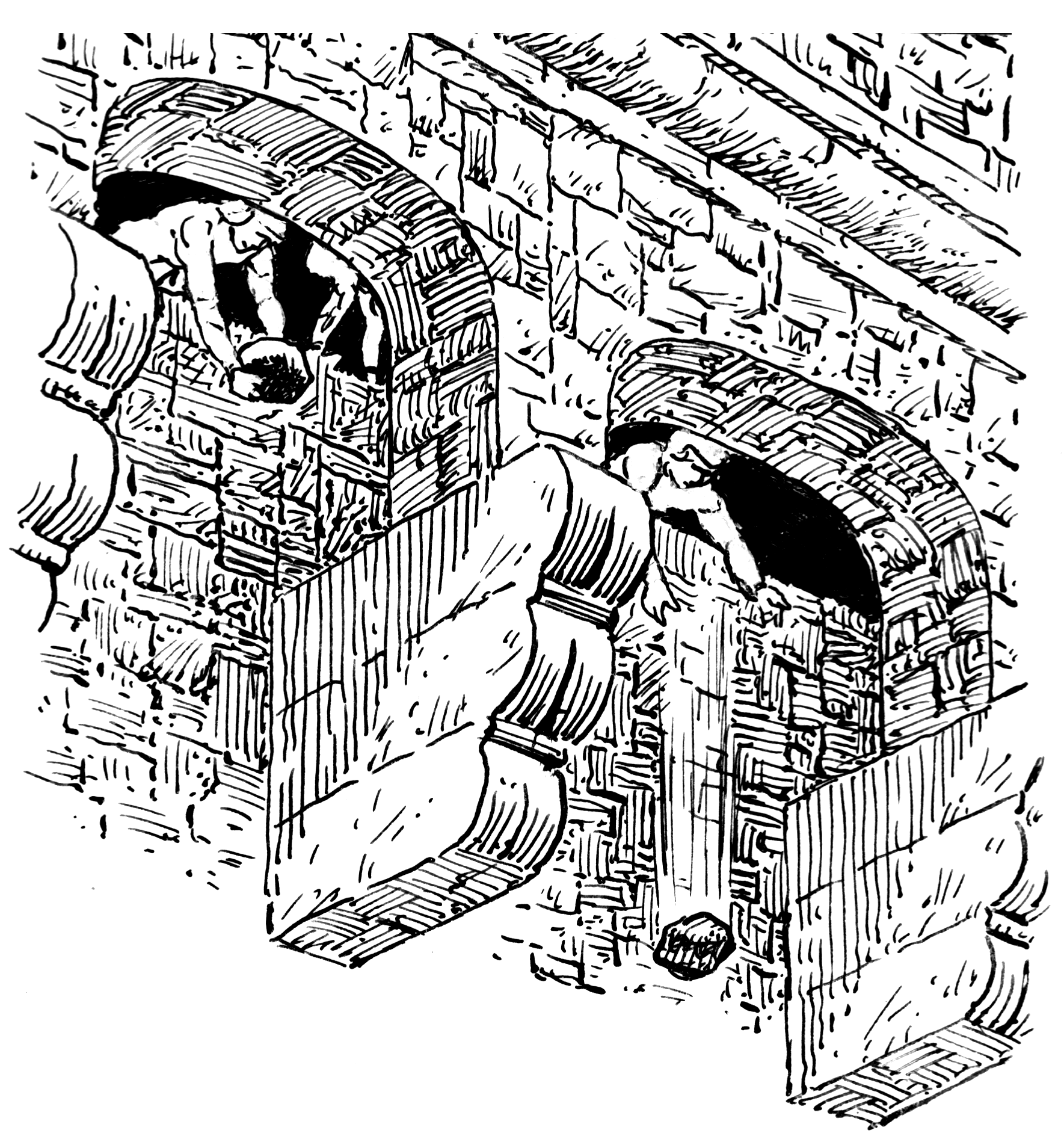
Verdedigers werpen stenen door de mezekouwen
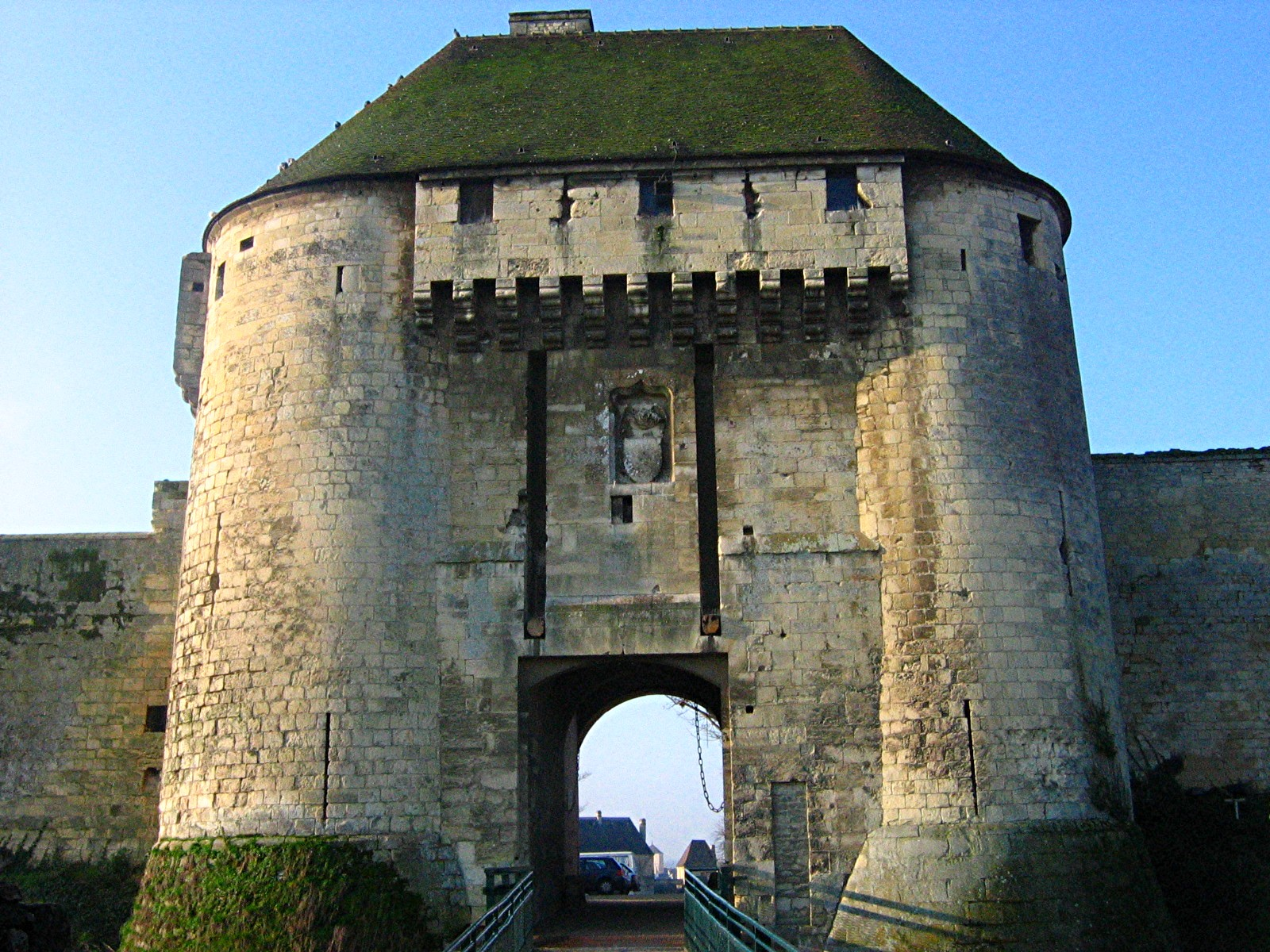
Mezekouwen boven poort van het kasteel van Caen, Frankrijk
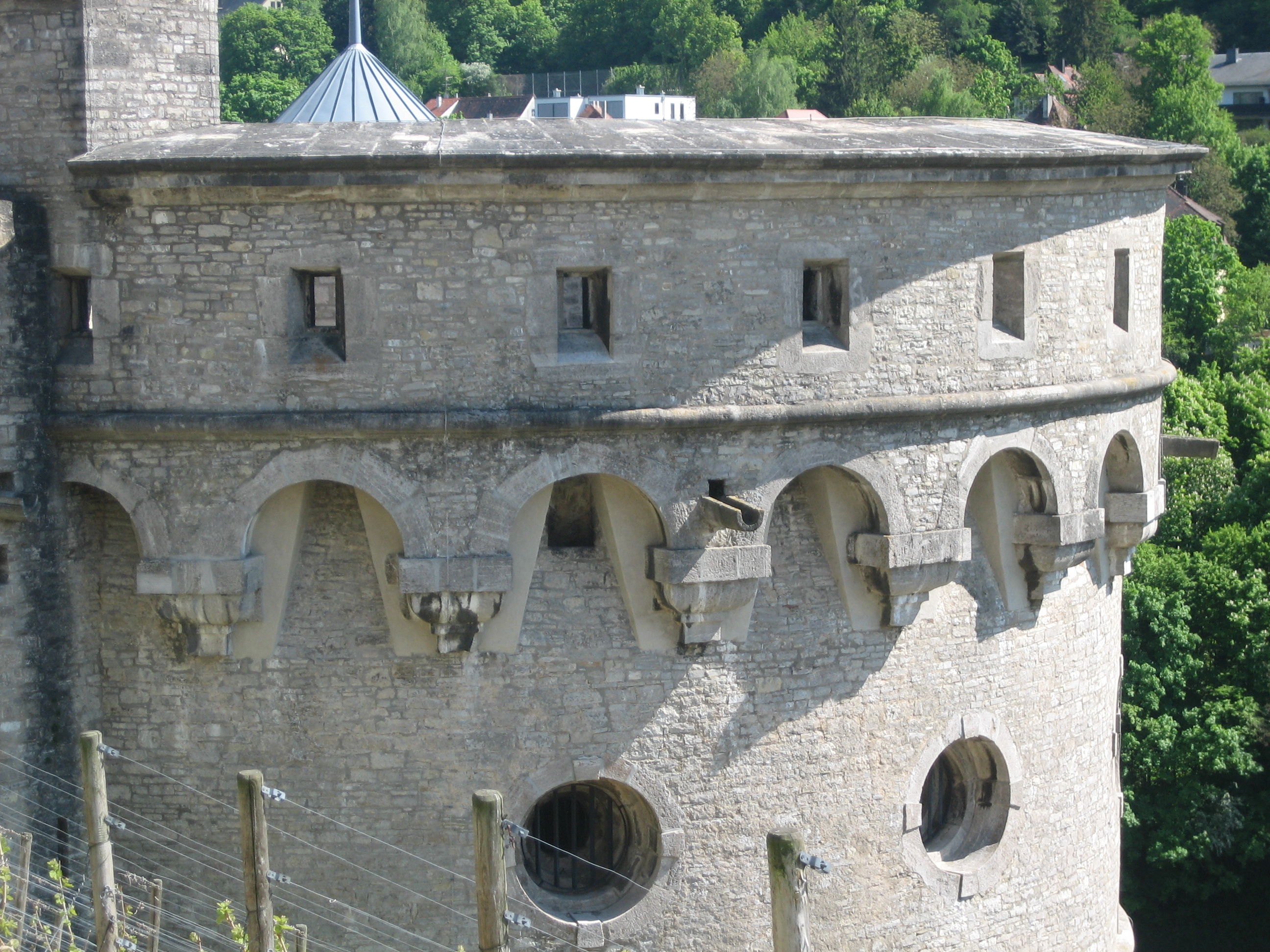
Mezekouwen van de vesting Marienberg, Würzburg, Duitsland